# Rognonas
Rognonas [ʁɔɲɔna] est une commune française située dans le département des Bouches-du-Rhône en région Provence-Alpes-Côte d'Azur. Le village compte 4 186 habitants, appelés les Rognonais et Rognonaises.
Rognonas est un village du sud de la France.

## Géographie
Village situé au nord du département des Bouches-du-Rhône, Rognonas est bordée par la Durance qui le sépare d'Avignon. Il est ainsi à moins de 2 kilomètres de la limite d'Avignon alors que Arles est à environ 28 kilomètres de Rognonas et Nîmes à 44 kilomètres de Rognonas. Dans le passé, le village comportait un hameau nommé l'île de Barban.
Villes proches :
- Châteaurenard (5 kilomètres)
- Avignon (6 kilomètres)
- Saint-Rémy-de-Provence (15 kilomètres)
- Tarascon (17 kilomètres)
- Arles (30 kilomètres)
- Marseille (95 kilomètres)
- Nîmes (44 kilomètres)
- Orange (37 kilomètres)
- Montpellier (100 kilomètres)

### Communes limitrophes
Les communes limitrophes sont Barbentane, Châteaurenard, Graveson et Avignon.
| Barbentane | Avignon (Vaucluse) | Avignon (Vaucluse) |
| Barbentane | Rognonas           | Châteaurenard      |
| Graveson   | Graveson           | Eyragues           |

### Climat
Pour des articles plus généraux, voir Climat de Provence-Alpes-Côte d'Azur et Climat des Bouches-du-Rhône.
En 2010, le climat de la commune est de type climat méditerranéen franc, selon une étude du Centre national de la recherche scientifique s'appuyant sur une série de données couvrant la période 1971-2000. En 2020, Météo-France publie une typologie des climats de la France métropolitaine dans laquelle la commune est exposée à un climat méditerranéen et est dans la région climatique  Provence, Languedoc-Roussillon, caractérisée par une pluviométrie faible en été, un très bon ensoleillement (2 600 h/an), un été chaud (21,5 °C), un air très sec en été, sec en toutes saisons, des vents forts (fréquence de 40 à 50 % de vents > 5 m/s) et peu de brouillards. 
Pour la période 1971-2000, la température annuelle moyenne est de 14,3 °C, avec une amplitude thermique annuelle de 17,7 °C. Le cumul annuel moyen de précipitations est de 663 mm, avec 5,6 jours de précipitations en janvier et 2,4 jours en juillet. Pour la période 1991-2020, la température moyenne annuelle observée sur la station météorologique de Météo-France la plus proche, « Avignon », sur la commune d'Avignon à 5 km à vol d'oiseau, est de 15,0 °C et le cumul annuel moyen de précipitations est de 648,8 mm. 
La température maximale relevée sur cette station est de 42,8 °C, atteinte le 28 juin 2019 ; la température minimale est de −9,9 °C, atteinte le 2 mars 2005,,. 
Les paramètres climatiques de la commune ont été estimés pour le milieu du siècle (2041-2070) selon différents scénarios d'émission de gaz à effet de serre à partir des nouvelles projections climatiques de référence DRIAS-2020. Ils sont consultables sur un site dédié publié par Météo-France en novembre 2022.

## Urbanisme

### Typologie
Au 1er janvier 2024, Rognonas est catégorisée bourg rural, selon la nouvelle grille communale de densité à 7 niveaux définie par l'Insee en 2022.
Elle appartient à l'unité urbaine d'Avignon, une agglomération inter-régionale dont elle est une commune de la banlieue,. Par ailleurs la commune fait partie de l'aire d'attraction d'Avignon, dont elle est une commune de la couronne,. Cette aire, qui regroupe 48 communes, est catégorisée dans les aires de 200 000 à moins de 700 000 habitants,.

### Occupation des sols

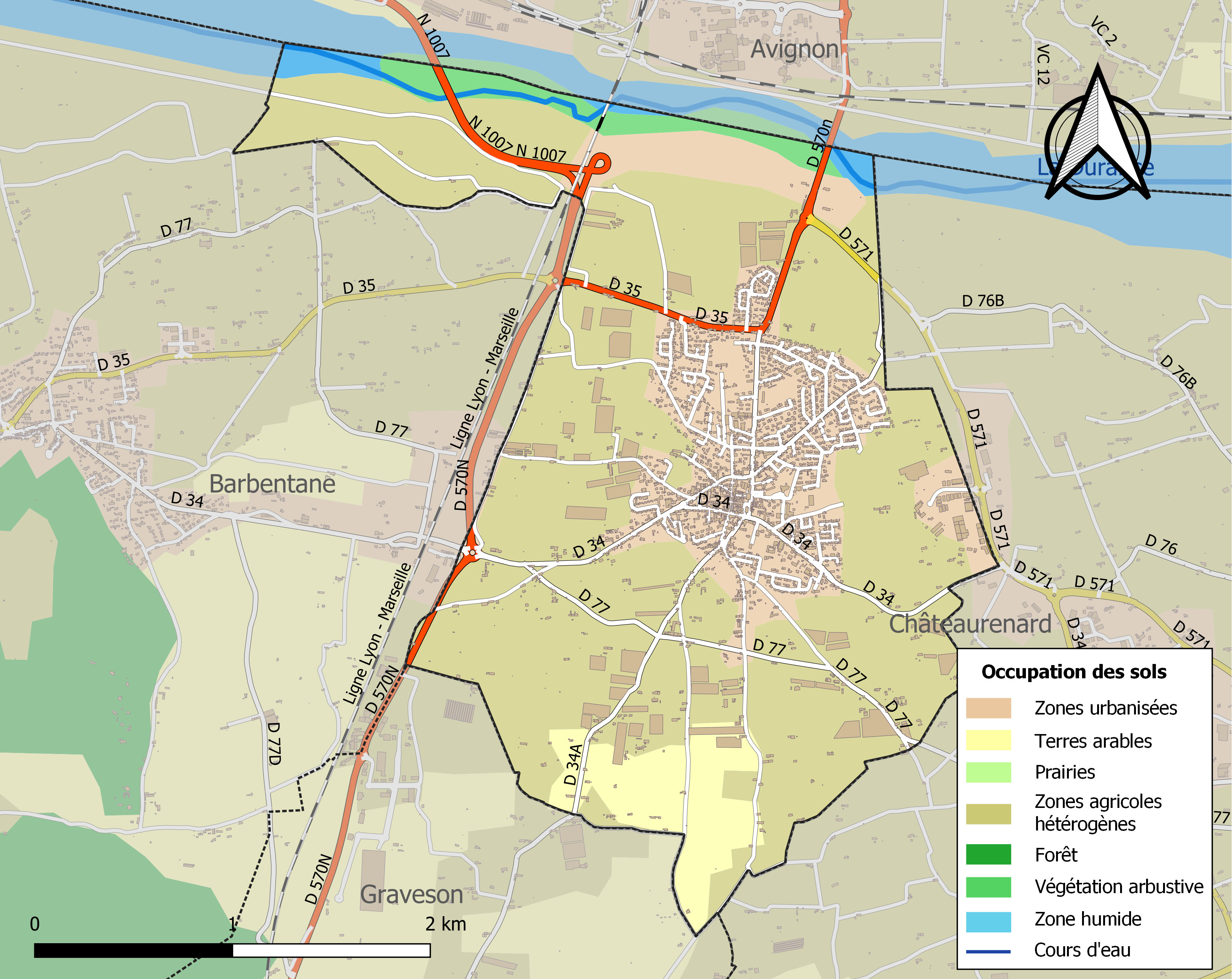
Carte des infrastructures et de l'occupation des sols de la commune en 2018 (CLC).

L'occupation des sols de la commune, telle qu'elle ressort de la base de données européenne d’occupation biophysique des sols Corine Land Cover (CLC), est marquée par l'importance des territoires agricoles (72,8 % en 2018), en diminution par rapport à 1990 (75,7 %). La répartition détaillée en 2018 est la suivante : 
zones agricoles hétérogènes (66,4 %), zones urbanisées (17,6 %), cultures permanentes (6,4 %), zones industrielles ou commerciales et réseaux de communication (5,3 %), milieux à végétation arbustive et/ou herbacée (2,8 %), eaux continentales (1,5 %). L'évolution de l’occupation des sols de la commune et de ses infrastructures peut être observée sur les différentes représentations cartographiques du territoire : la carte de Cassini (XVIIIe siècle), la carte d'état-major (1820-1866) et les cartes ou photos aériennes de l'IGN pour la période actuelle (1950 à aujourd'hui).

## Toponymie
L'étymologie du nom « Rognonas » fait l'objet d'un débat entre spécialistes. Une hypothèse, que l'étude des armoiries soutient, évoque trois zones non-inondables dans le village dont la forme évoque les rognons (reins). Certains évoquent rougnoun signifiant « terre grasse » tandis que des hypothèses récentes parlent du mot rognon évoquant un « petit caillou arrondi » comme on peut en trouver dans le lit de la Durance. 
La forme la plus ancienne du nom se retrouve dans un texte de 1213 évoquant l'ecclésia de Ronnonas. Les formes ultérieures sont castrum de Raigonas (XIIIe siècle), castrum de Rognonacio (1431), Rognonas (1459) et Ronhonassium (1483).

## Histoire
Les premières traces écrites concernant le village de Rognonas datent du Xe siècle.
Un bac permettant de traverser la Durance existait dès l’époque romaine ; il est à nouveau attesté en 1176. Bien situé sur la route d’Arles à Avignon, et au-delà de la Méditerranée aux foires de Champagne, son importance (il faisait partie des plus fréquentés de la Durance) lui permit d’absorber les bacs voisins de Barbentane et Châteaurenard vers 1450.
Un pont suspendu est construit en 1835 (cinquième pont sur la Durance).
En 1887, la ville construit une gare située sur la ligne de Barbentane à Orgon. L'activité voyageurs durera jusqu'en 1946. Des trains de marchandises continueront une forte activité jusque dans les années 1970.

## Politique et administration
| Période         | Période         | Identité                   | Étiquette    | Qualité                                                                          |
| --------------- | --------------- | -------------------------- | ------------ | -------------------------------------------------------------------------------- |
| 1888            | 1904            | Jean-Baptiste Guyon        |              |                                                                                  |
| 1904            | 1905            | Germain Lagier             |              |                                                                                  |
| 1905            | 1919            | Jean-Baptiste Bertaud      |              |                                                                                  |
| 1919            | 1923            | Marius Ferrand             |              |                                                                                  |
| 1923            | 1929            | Régis de Bonet d'Oléon     | Royaliste    |                                                                                  |
| 1929            | 1940            | Charles Gontier            |              |                                                                                  |
| 1940            | 1941            | Claude Chavillon (intérim) |              |                                                                                  |
| 1941            | 1944            | Régis de Bonet d'Oléon     |              |                                                                                  |
| 9 mars 1944     | 23 octobre 1944 | Roger Duret                |              |                                                                                  |
| 23 octobre 1944 | 17 mai 1945     | Claude Chavillon           |              |                                                                                  |
| 1945            | 1965            | Paul Marquis               |              |                                                                                  |
| 1965            | 1967            | Jean Ginoux                |              |                                                                                  |
| 1967            | 1971            | Emilien Laurent            |              |                                                                                  |
| 1971            | 1988            | Alain Pinet                | UDF          |                                                                                  |
| 1988            | 2001            | Anne-Marie Bertrand        | DVD          | Exploitante agricole Conseillère générale du canton de Châteaurenard (2001-2015) |
| 2001            | En cours        | Yves Picarda               | DVD puis DVC | Retraité                                                                         |

## Population et société

### Démographie
L'évolution du nombre d'habitants est connue à travers les recensements de la population effectués dans la commune depuis 1793. Pour les communes de moins de 10 000 habitants, une enquête de recensement portant sur toute la population est réalisée tous les cinq ans, les populations de référence des années intermédiaires étant quant à elles estimées par interpolation ou extrapolation. Pour la commune, le premier recensement exhaustif entrant dans le cadre du nouveau dispositif a été réalisé en 2007.

En 2022, la commune comptait 4 186 habitants, en évolution de +2,77 % par rapport à 2016 (Bouches-du-Rhône : +2,48 %, France hors Mayotte : +2,11 %).
| 1793 | 1800 | 1806 | 1821 | 1831 | 1836  | 1841  | 1846  | 1851  |
| ---- | ---- | ---- | ---- | ---- | ----- | ----- | ----- | ----- |
| 573  | 589  | 666  | 682  | 979  | 1 010 | 1 055 | 1 199 | 1 043 |

| 1856  | 1861  | 1866  | 1872  | 1876  | 1881  | 1886  | 1891  | 1896  |
| ----- | ----- | ----- | ----- | ----- | ----- | ----- | ----- | ----- |
| 1 153 | 1 230 | 1 273 | 1 320 | 1 382 | 1 381 | 1 385 | 1 323 | 1 330 |

| 1901  | 1906  | 1911  | 1921  | 1926  | 1931  | 1936  | 1946  | 1954  |
| ----- | ----- | ----- | ----- | ----- | ----- | ----- | ----- | ----- |
| 1 441 | 1 608 | 1 629 | 1 645 | 1 703 | 1 791 | 1 841 | 1 787 | 1 905 |

| 1962  | 1968  | 1975  | 1982  | 1990  | 1999  | 2006  | 2007  | 2012  |
| ----- | ----- | ----- | ----- | ----- | ----- | ----- | ----- | ----- |
| 1 927 | 2 247 | 2 680 | 3 156 | 3 358 | 3 578 | 3 967 | 4 025 | 4 024 |

| 2017  | 2022  | - | - | - | - | - | - | - |
| ----- | ----- | - | - | - | - | - | - | - |
| 4 101 | 4 186 | - | - | - | - | - | - | - |

### Manifestations culturelles et festivités
La vie de la commune de Rognonas est marquée par ses fêtes votives comme (dans l'ordre chronologique habituel de leur déroulement dans l'année) : le Bon Ange, la Saint-Éloi, la Saint-Roch. Elles sont l'occasion, comme dans les communes environnantes, de défilés de chevaux de trait richement harnachés. Les défilés de la Saint Éloi (mi-juillet) et de la Saint Roch (fin août) sont organisés par des confréries parfois vieilles de plus d'un siècle. Elles attirent toujours un public nombreux car les charrettes de Rognonas sont réputées. Pour Saint-Éloi, le nombre de chevaux est restreint car ils courent dans les rues de la ville. Pour Saint-Roch, ils sont une soixantaine dont 25 sont harnachés « à la sarrasine » et marchent suivant un parcours interne au village.

### Jumelages
Rognonas est jumelée avec le village de Grassau dans la Bavière en Allemagne depuis 2018.

### Personnalités liées à la commune
- Benoît Paire.

### Héraldique
| Armes de Rognonas | Les armes peuvent se blasonner ainsi : D'azur à trois rognons ou testicules de mouton d'or, deux et un, les deux en chef adossés. |

## Économie

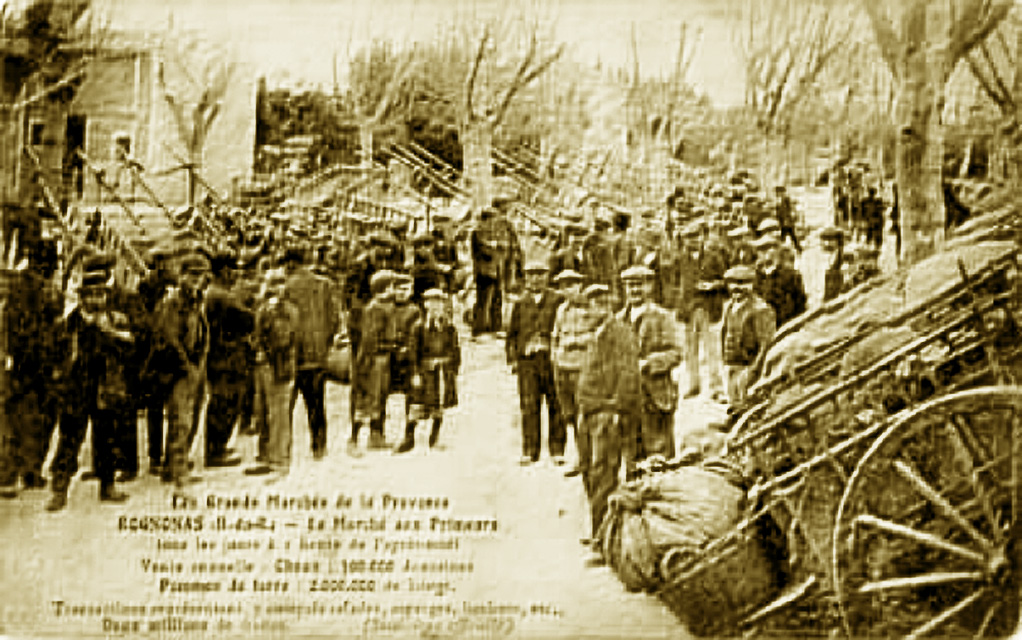
Le Marché aux Primeurs au début du XXe siècle.

L'activité principale de la commune a longtemps été l'agriculture, en particulier les primeurs.

## Culture et patrimoine
- La statue équestre de Jeanne d'Arc sur le parvis de l'église qui fait aussi office de monument aux morts des conflits du XXe siècle.
- Le clocher actuel de l’église Saint-Pierre de Rognonas a été inauguré en 1844, auparavant il y avait un petit clocher construit en 1750.